# Долгоиграющая пластинка

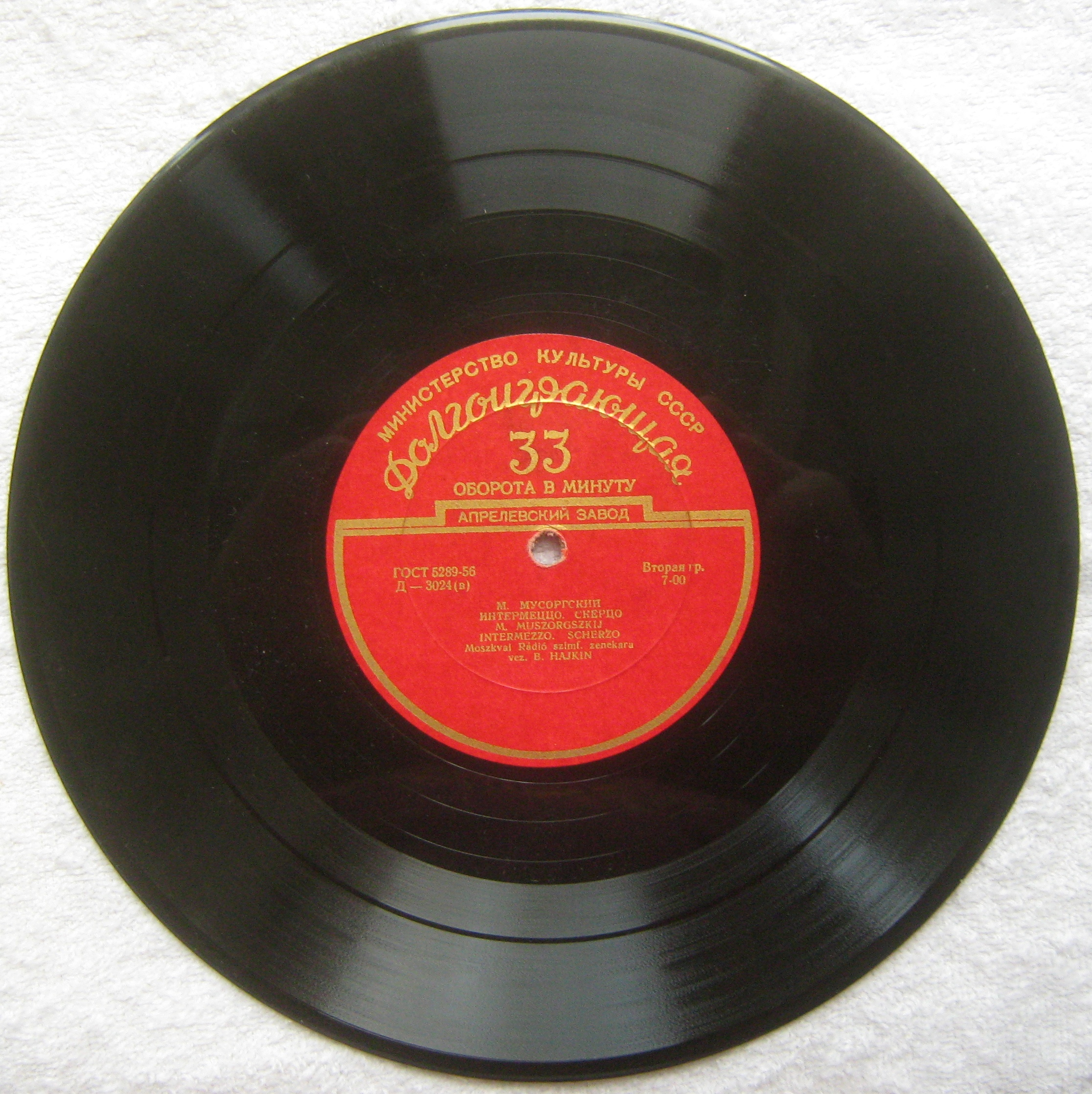
Долгоиграющая грампластинка на 33 оборота в минуту, СССР, конец 1950-х годов

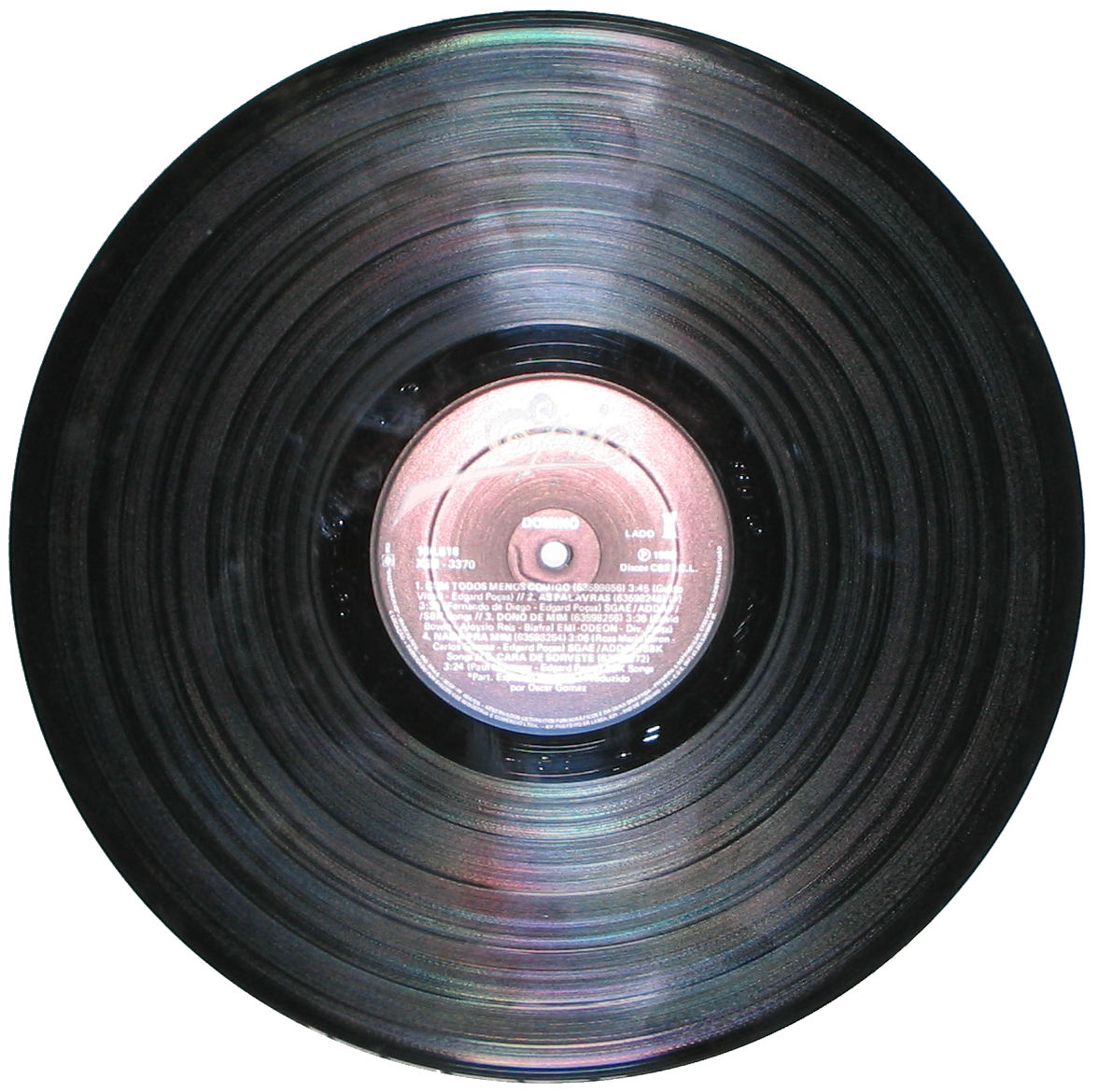
Типичный LP с надписью в центре

Долгоиграющая пластинка (LP, лонг-плей, англ. long play, от long-playing — долгоиграющий) — в звукозаписи — долгоиграющий формат на грампластинках, рассчитанный на воспроизведение при скорости вращения диска 33⅓ оборота в минуту. Реализован инженерами компании Columbia Records в 1948 году, и за счёт более высокой плотности записи был предложен в качестве замены устаревших стандартов, не позволяющих записывать длинные музыкальные композиции. Частота вращения диска не была новой и использовалась уже с конца 1920-х годов для различных специальных целей в звукозаписи, например в первой системе звукового кинематографа «Вайтафон».
Принципиальным отличием от предыдущих форматов стала возможность в несколько раз повысить плотность записи за счёт уменьшения ширины канавки со 140 до 55 микрон на новом материале дисков, изготавливавшихся из поливинилхлорида вместо устаревшего шеллака.
Русское название формата — долгоиграющая пластинка. Также — грампластинка диаметром 30 см (обычно 12-дюймовая, что стало её метонимией), записанная в таком формате.
Длительность звучания LP-альбома обычно составляет от 35 до 40 минут. На винил-пластинке — до 60 минут.
Существовали пластинки с меньшей длительностью звучания, предназначенные для дискотек (с увеличенной глубиной и шириной дорожки и междорожечным расстоянием, позволяющими расширить динамический диапазон), и сверхдолгие пластинки — до 70 минут — западногерманского производства, предназначенные для проигрывания на аппаратуре высшего класса.
В СССР запись грампластинки на скорости 33⅓ оборота в минуту впервые осуществили 2 ноября 1951 года, был записан оркестр Радиокомитета. Однако серийный выпуск советских грампластинок этого стандарта был начат лишь в 1953 году. С начала и до середины 1950-х годов в Советском Союзе и ряде других стран выпускались так называемые «переходные» грампластинки, канавки которых уже были узкими, а скорость вращения все ещё составляла 78 об./мин. Это было связано как с постепенным переходом станков, записывающих эталоны грампластинок, на скорость 33 об./мин, так и с наличием у населения электропроигрывателей, рассчитанных на 78-оборотные грампластинки. Проигрывание таких дисков проводилось специальными сапфировыми иглами, которые вставляли в гнездо звукоснимателя вместо стальных патефонных игл.
В видеозаписи — LP — формат видеозаписи на меньшей, чем обычно, скорости движения ленты или с меньшим битрейтом, обеспечивающий более долгое воспроизведение ценой некоторого снижения качества изображения (LP соответствует обычно в два раза меньшей скорости или битрейту, что увеличивают длительность соответственно в два раза).